# 假面騎士Ghost角色列表
假面騎士Ghost角色列表展示於朝日電視台放映的特攝劇集《假面騎士Ghost》各個角色。

## 不可思議現象研究所
天空寺尊（西銘駿、山田日向（童年期）飾／台灣配音：鈕凱暘（本篇、所有電影版）；李勇（動物戰隊）；陳彥鈞（ZI-O）／香港配音：李震權（ViuTV時王+聖刃XGhost）、鄧燦陽 (所有劇場版)
假面騎士Ghost的變身者，十月四日生日，18歲。
十年前身為幽靈獵人的父親天空寺龍去世後成為了大天空寺院的繼承人。
是個開朗、無憂無慮及魯莽，但不會違背自己信念的率直青年，會從內心深處發怒絕不容許輕率對待生命的人。
對宮本武藏充滿敬畏，在父親臨終前從其手上得到宮本武藏佩刀的護環，利用此物作為項飾以銘記需學習英雄之心，亦因而愛好閱讀書籍《世界偉人錄》。
十八歲生日那天，得到亡父於十年前在生時寄來的幽靈眼魂後，被突如其來的眼魔襲擊，為了保護月村朱里和山之內御成兩人不惜挺身護險卻因此喪失性命。
其後卻被仙人授予不可思議的力量而成為假面騎士Ghost並以此復活，但是暫存於世上的時間只有九十九日，為了能真正復活而需在有限時間內齊集十五個幽靈眼魂。
為了面對自己的命運，決定與父親同樣選擇成為幽靈獵人的道路，同時與朱里及御成等人創設「不可思議現象研究所」以能廣泛尋找眼魂及消滅眼魔。
第一次成功集齊十五個幽靈眼魂時，為了成就深海花音與深海誠兄妹重聚而失去令自己復活的機會，因此到了九十九日的期限後黯然離世。但幸得父親捨身幫助將兩者的靈魂融合後，能夠再度多出九十九日的時間暫時復活，被仙人提醒若在餘下日子內無法再次集齊十五個幽靈眼魂令自身復活的話，期限過後則會真正永遠在世界上消失。
在父親告知「讓十五個英雄之心連在一起」這句話後，一直煩惱著如何與英雄們的眼魂相互溝通，其後在多番的際遇中能夠跟英雄的靈魂分別作出正面的聯繫並得到他們的提點。
第29話起只要接觸到他人就可以進入該人的内心記憶。第31話更是透過五十嵐博士的內心記憶得知十年前所發生的一切。
第33話時因為護魔者的力量導致寄宿的我魂遭到毀滅之下，魂飛魄散至「虛無」世界，後在誠、亞蘭、朱里、御成、花音、涉谷、成田七人的心中祈願之下重新復活。
打倒護魔者所化身的Great Eyeser後，在芙蕾雅的幫助下獲得全新的肉身。
最終話重新返回學校上學，並努力衝刺考大學。
在未來和誠的另一妹妹克蘿艾結成夫妻，並有名為「天空寺步夢」的兒子。
口頭禪為「我相信我自己」、了結敵人前台詞為「燃燒生命吧」。
於《假面騎士ZI-O》第12-14話登場。
於《假面騎士平成Generations FINAL Build & EX-AID with 傳說騎士》作為傳說騎士登場。
在《假面騎士平成Generations Forever》當中以假面騎士Ghost的姿態登場。
月村朱里（大澤光、吉岡千波（童年期）飾／台灣配音：李昀晴（本篇）、張乃文（電影版）／香港配音：石梓晴）
把青梅竹馬的天空寺尊當作是弟弟一樣地照料著。
在大學主修物理學，極為崇拜哈利·胡迪尼揭穿靈媒的事蹟，只相信以科學角度也能解釋任何超自然現象，為典型的「理科女子」。
為了尊決定改變自己以往的信念，進行輔助幽靈獵人的工作，在仙人的協助下成功研發令眼魔現形的物質「不知火」。其後進一步以撿拾到的眼魔眼魂碎片及針對小刀眼魔的磁場能力的而改良成為「不知火．改MarkII」。
將想要消滅人類，追求完美世界的伊格爾稱其為「K.M.S」，意思就是追求完美的瘋狂科學家。
後在飛機眼魔散佈帶有特殊磁場的粒子時，開發出對應的中和劑，後拿來幫助因此病倒的花音及逐漸失去體力的亞蘭。
後得到五十嵐博士的有關眼魔世界暗號的筆記本。
在第35話得知小時候曾在片桐教授兄弟所開設的科學教室上過課，因感受到科學的樂趣而開始喜歡上科學。
第44話得知自己極為信任的比爾斯一直都是伊格爾的手下後，感覺自己遭到欺騙而失落，但在尊的安慰下重新振作。
於外傳《Ghost RE:BIRTH 假面騎士Specter》中與伊格爾一同合作將眼魔世界的混濁天空重見光明。
山之內御成（柳喬之飾／台灣配音：吳文民（本篇）、歐祖豪（電影版）／香港配音：何偉誠）
大天空寺院的代理住持，本姓山ノ内。
尊敬天空寺龍，也扶持著天空寺尊成為幽靈獵人。
雖身為精神理論者的第一原則是修行，卻與月村朱里不合得來還有點對立。
本人非常認真，卻被當作天然呆和製作氣氛的存在，情緒高漲時更會「喝～」的一聲呼喊。
另外曾經被五右衛門的幽靈眼魂借體活動。
第27話被體力耗盡的賈貝爾攻擊不成後，展現了慈悲和藹的一面，
拿了中和劑與飯糰幫助賈貝爾，並向其說「貧僧也經歷過形形色色的事，接觸了人的溫柔後，會有改變的。」
也是唯一能讓傲嬌任性的檀黎斗乖乖聽話的人。
第29話作為Deep Connect入侵行動的誘餌，以不良少年般的形象展現出了過人的格鬥能力，牽制不少保全人員。
第43話因偷用Deep Connect所製造的隱形眼鏡而被伊格爾抽取靈魂轉換成眼魔眼魂，但在尊擊退伊格爾後，準備破壞眼魔眼魂讓他回歸身體，但被他拒絕甚至藉此占據亞蘭的身體。
第44話透過亞蘭身體進行變身與開眼者及伊格爾戰鬥，但因不敵而被伊格爾從亞蘭身體打出並回歸自己的身體。
於外傳《Ghost RE:BIRTH 假面騎士Specter》中與迦貝爾因意見不同的關係起爭執，之後自己負氣離開大天空寺院在外自立，後於劇場版《假面騎士平成Generations FINAL Build & EX-AID with 傳說騎士》結尾時返回大天空寺院。
口頭禪是「答案就在你的心中」，通常自稱為「貧僧」，稱呼他人為「~大人」。
八王子涉谷（溝口琢矢、吉田騎士（童年期）飾／台灣配音：胡鎮璽／香港配音：張振熙）
大天空寺院的修行僧之一。
因御成的貿然決定，而接受特別修行去調查街上發生的奇怪現象。
與外表一樣是個性情溫和的青年，卻被媽媽說是不夠成熟的軟弱男。
於《假面騎士ZI-O》第13-14話登場。
成田（勸修寺玲旺飾／台灣配音：陳彥鈞／香港配音：陳健豪）
大天空寺院的修行僧之一。
同樣受到御成特別修行的指令去調查怪異事件。
抱著喜悅的心情與涉谷進行新的修行，對偵探與密探事情著迷的青年。
於《假面騎士ZI-O》第13-14話登場。

## 眼魔一族
亞蘭（磯村勇斗飾／台灣配音：胡鎮璽（本篇）；江志倫（電影版）／香港配音：麥皓豐（TV）、黃尉斯 (所有劇場版)
假面騎士Necrom的變身者。
眼魔一族的皇子，曾與呼喚出眼魔及盯上幽靈眼魂的西園寺主稅一起行動。
過去深海誠流落於眼魔世界時二人因而認識，並且稱他為「摯友」。
天空寺尊三番四次的阻撓計畫及誠因其改變而作出背叛後，自此開始視對方為眼中釘。
看到尊與畫材眼魔互為對方擋下攻擊後，心中產生了何謂朋友的疑惑。
後遭到阿迪爾攻擊而毀掉所寄宿的眼魔眼魂，並被迫回到自己殘弱的身體之中，失去吸收動員眼魔及強行控制英雄靈魂的能力，同時被阿迪爾嫁禍為暗殺父親艾德尼斯的兇手而遭到追殺。
曾因飛機眼魔所散布的來自眼魔世界的特殊粒子而導致身體滿目瘡痍，後在朱里所製造的中和劑下恢復。
曾與尊回到眼魔世界並與被囚禁的父親相聚，其後卻因父親在他面前死亡而灰心喪志。後在深海誠的幫助下振作精神。
對於殺害父親的哥哥阿迪爾極為不能原諒。
在經歷過父親與文婆兩位曾為自己指點方向的長輩們之死後，決定探尋並正視自己的內心。
第30話確信了自己「想當人類」的想法，並在末段換下黑色軍服、穿上文婆送給自己的衣服。期間亦愛上了食章魚燒。
第31話開始以「守護人類世界的寶物，並要將自己的世界改變得跟人類世界一樣美好。」為目標努力著。
曾一度因被開眼者W評斷毫無威脅性，而失去自己的信念目標，後被三藏眼魂送至修鍊場重新修煉，在修練的過程中，逐漸地找尋到自己的目標，並且成功地獲得猿、豬、河童三位使魔的友誼。
最終話與誠和花音一同前往眼魔世界，重新創造一個合適人類的世界。
於外傳《Ghost RE:BIRTH 假面騎士Specter》結尾時正式成為眼魔世界的統帥，並且貫徹讓眼魔世界更加美好的理想。
了結敵人前台詞為「讓你聽聽我內心的吶喊！」。
亞迪爾（真山明大、海老塚幸穏（童年期）飾／台灣配音：吳文民）
亞蘭的二哥，阿爾戈斯的二弟，深具心機，似乎知道眼魂的秘密，命令迦貝爾和伊格爾來到人類世界幫助亞蘭。
私下安排伊格爾進行特定計劃以助對方推上長官之位，目的在於為製造自己一方勢力去密謀奪權，從而擁有途徑以獲得支配萬物的力量。
其後暗殺父親艾德尼斯並將罪名嫁禍給亞蘭，同時藉此登基成為眼魔一族之王。
後在祈禱之間獲得眼魔世界的守護神「開眼者」的幫助，於是將認為是不必要存在的父親艾德尼斯消滅，並且企圖將可能成為阻礙的亞蘭消滅。
因為無限魂的出現，先後安排伊格爾跟開眼者去試探尊，藉此得知無限魂是否為阻礙計畫的擋路石。
在開眼者接二連三地被無限魂打倒下接受了開眼者的建議取得力量之根源。
在一直無法溝通力量之根源的情況下，從開眼者口中得知構通的關鍵在於天空寺尊，於是前往人類世界打倒尊。
在被尊打倒之際，這時他終於知道自己想要的是什麼，後在尊邀請他一同協助打倒開眼者之時拒絕並轉身離去，當他回到眼魔世界之時，親手破壞自己所寄宿的眼魔眼魂。
在其肉身與力量之根源正式結合後回歸肉體覺醒強大的力量，並且將之前遭到打倒的開眼者重新復活。接著以開眼者之力將所有他製造的深海誠複製體合而為一。
後在尊等人破壞Demia的主伺服器出現，並且以自己的身體代替伺服器成為整個計畫的中心。
在與尊戰鬥之時，卻意外地使兩人記憶交融在一起。
在最終決戰敗給尊後及阿蘭和亞里亞的勸喻下，痛改前非。決定阻止計劃繼續時遭護魔者控制。在意識未完全被控制時要求尊把自己消滅。
亞理亞（嘉那蕾音、繪美里（童年期）飾／台灣配音：李昀晴）
假面騎士Necrom P的變身者。
亞蘭和亞迪爾的姊姊，亞爾戈斯的妹妹，眼魔一族的長女。
目前來看對人類全沒恨意，十年前主動收留因意外而流落眼魔世界的深海兄妹，直至現在仍記掛著二人並希望能再次見面。
為了追查亞蘭被嫁禍一事的真相而留在阿迪爾身邊，後來意外地找到以为被弟弟阿迪爾暗殺，實際上被囚禁的父親艾德尼斯，在試圖救出父親之時，卻被請求幫他照顧阿迪爾跟亞蘭。
為了阻止陷入瘋狂的亞迪爾，而變身並對他出手，但被他所召喚的兩名開眼者阻擋，最後在不敵開眼者的攻擊被擊敗並且使寄宿的眼魔眼魂毀壞。
回到自己的肉身後被亞迪爾以見証他所認為的完美世界之理由遭到軟禁。
之後多次地勸亞迪爾收手不要再繼續錯下去，但他還是不聽勸告一意孤行。
最後在眼魂系統失效下，看見所有人回復正常，打從心底感謝尊的幫助。
於外傳《Ghost RE:BIRTH 假面騎士Specter》結尾時，留在成為眼魔世界之王的弟弟亞蘭身邊輔佐他。
亞德尼斯（勝野洋飾／台灣配音：吳文民）
眼魔一族之王，亞蘭、阿迪爾、埃爾戈斯和愛理亞的父親，並在亞蘭心目中是全能兼備完美的存在，似乎對因病而過世的妻子感到愧疚。
經常性地在祭祀15枚石版的祈禱之間祈禱，既使後來被阿迪爾囚禁也仍然持續進行。
形容人類為不完美生物，期望創造一個沒有憤怒、憎恨及死亡的所謂完美世界。
在進行祈禱儀式時遭到阿迪爾所暗殺使得寄宿的眼魔眼魂毀壞。
在眼魔眼魂毀壞後回到自己的肉身並被阿迪爾囚禁。
最後在尊的幫助下，脫離囚禁，但為了保護亞蘭捨身擋下上級眼魔的襲擊，在對亞蘭說完遺言後卻遭阿迪爾攻擊灰飛煙滅消散而亡。
從亞理亞口中得知生前禁止阿迪爾入祈禱之間是避免他因過度激進觀念而走上錯誤的選擇，但讓阿迪爾認為父親對他偏心。
亞爾戈斯（木村了、石野湘太（童年期）飾／台灣配音：歐祖豪）
亞理希亞（嘉那蕾音二飾／台灣配音：劉如蘋）
亞蘭、亞迪爾、亞爾戈斯和亞理亞的母親，亞德尼斯的妻子。
已在故事開始前就病逝。
深海誠（山本涼介、多賀蓮真（童年期）飾／台灣配音：陳彥鈞（TV版、電影版）；歐祖豪（ZI-O）／香港配音：陳成港（TV）、簡懷甄 (所有劇場版)
假面騎士Specter的變身者。
除天空寺尊外另一位使用Ghost驅動器的假面騎士。
說話有時刻薄，性格冷酷及以邏輯來思考的人，雖是戰鬥專家並認為尊的想法十分天真，但也當對方是勝己一籌的最強對手。
十年前曾經與親妹深海花音二人來到大天空寺院居住過，並因未知的意外而與花音一度被困於眼魔世界之中。
直至花音的靈魂寄宿於特別的眼魔眼魂內保命後，為了令其復活而開始收集著幽靈眼魂，亦造成他後來不管是誰提到其妹的事就會極端憤怒。
慶幸在齊集幽靈眼魂及尊所許願之下得以與花音再次相聚，因此亦能放下心理的重擔與尊冰釋前嫌。意識到為了花音與同伴而悔恨當初，及為了奪回存放於眼魔世界的身體而決定與眼魔一族作出了斷。
為了保護遭迦貝爾追殺的亞蘭而受到致命傷，使得所寄宿的眼魔眼魂完全破滅，現已回到自己的身體了。
因伊迪斯長官把深淵亡靈眼魂給誠並以必須幫助他完成目的為條件。
因深海誠複製體不斷挑釁下，並打起來而遭至重傷。
對於將自己和妹妹花音放置大天空寺然後不管的父親深海大悟極為痛恨。
為了保護花音擋下阿迪爾的致命攻擊，重傷瀕臨死亡時與深海誠複製體合為一體下恢復傷勢。
最終話在亞蘭帶領下和花音前往眼魔世界。
於外傳《Ghost RE:BIRTH 假面騎士Specter》中得知是丹通所制作出的人造人完美體，後與花音一同被當時擔任丹通助手的深海大悟暗中帶至人類世界，並交給天空寺龍照顧。在覺悟了出生的真正意義及自己所造成的罪孽後將所有的殘缺複製體毀滅，並擊殺丹通，但也同時繼承天空寺龍、深海大梧、丹通這三位對他的人生極為重要的父親遺願繼續走向屬於自己的道路。
口頭禪為「阻礙我的人絕對不饒恕，無論你是誰都一樣」、「讓你見識一下我的生存之道」。
於《假面騎士ZI-O》第14話登場。
深海花音（工藤美櫻、堰澤結衣（童年期）飾／台灣配音：連婉鈞／香港配音：駱慧怡（平成Generations）、張鈺沂 （聖刃xGhost））
假面騎士Kanon Specter的變身者，亞蘭的妻子。
深海誠的親妹，視幫助過她們兄妹的亞蘭為恩人。
十年前兄妹兩人曾經來到大天空寺院居住過，不幸因意外而與誠捲入眼魔的世界內，其後靈魂被寄附於眼魔眼魂之中。
對其兄長為了讓她復活不惜與天空寺尊爭奪幽靈眼魂而感到悲傷，但最後得到尊集齊十五個幽靈眼魂並幫助許下願望才得以復活。
原先因飛機眼魔所散布的來自眼魔世界的特殊粒子而病倒，後在朱里所製造的中和劑下恢復。
後透過五十嵐博士的述說，得知當年所發生的一切真相。
另外曾經被比利小子的幽靈眼魂借體活動
最終話在亞蘭帶領下和誠前往眼魔世界。之後得知在眼魔世界生活後，主動地向亞蘭學習戰鬥技巧。
於外傳《Ghost RE:BIRTH 假面騎士Specter》中得知其實與哥哥深海誠皆為丹通的人造人，但因為被丹通認為失敗作品，而欲打算消滅，但在西園寺主稅捨身幫助逃過一劫。在誠擊倒丹通後，安慰失落的誠，最後留下來協助成為新任統帥的亞蘭。
深海大悟（澤村一樹 飾）
丹通（James小野田飾）
克蘿艾（Marsh彩飾）

### 眼魔幹部
迦貝爾（聰太郎飾／台灣配音：鈕凱暘）
眼魔世界的幹部之一，擁有以一人之力將假面騎士Ghost跟假面騎士Specter壓制的力量。
奉阿迪爾的命令來到人類世界並以部下身分護衛亞蘭，背後卻對亞蘭隱瞞幽靈眼魂的秘密。
因擅自召喚軍荼利而遭到亞蘭叱責，極度憤恨之下因而作出報復，但自身的眼魔眼魂卻先後被Ghost及Specter所消滅。
過後在回歸至肉身的狀態下，受阿迪爾之命追殺逃亡至人類世界的亞蘭。
因多次出擊任務失敗，已遭阿迪爾認為已無利用價值而拋棄。
拖著因特殊粒子下導致滿目瘡痍的身軀來到大天空寺，去巧遇到處尋找鋯比的御成，於是上前襲擊，但在拳頭未擊中御成前卻失去力量。在襲擊失敗有了必死的覺悟，但在御成善心之下，使用了中和劑並吃下御成給予的飯糰後，逐漸恢復體力。
為了償還食宿之恩，於是在御成遭到變身成小刀上級眼魔的伊格爾攻擊前出手救援，在擊敗伊格爾之後就離去了。
後為了尋求戰死，而出現在剛從訓練場脫離的亞蘭面前，與其展開戰鬥，卻被重拾信念的亞蘭打倒。
在接二連三地敗給天空寺尊、深海誠以及亞蘭後，失去了信心，甚至自暴自棄地哀怨，但後來在御成的開導下及看見尊在與迦伊洛的戰鬥中展現出來的精神後，追尋屬於他的道路。
最終話決定到大天空寺修行。
在外傳《Ghost RE:BIRTH 假面騎士Specter》中因與御成意見不合，在御成鬧彆扭地離出大天空寺後暫代住持。
伊格爾（山本浩司飾／台灣配音：陳彥鈞）
眼魔世界的科學家幹部，認為自己擁有世上獨一無二的頭腦。
奉阿迪爾的命令來到人類世界，以奪取人類的靈魂為目標。
將相信一切皆可由科學（眼魔世界稱之為冥術學）解釋的月村朱里當作潛在對手看待，並主張完美的世界就是必須將人類這個不確定因素消滅。
為了在人類世界設下據點以實行計劃，利用眼魔眼魂控制「Deep Connect」社長史蒂芬·比爾斯及主管級職員並掌管企業。
對重傷的迦貝爾說出他除了會打以外，什麼都不會，所以對阿迪爾及他的計劃來說已算是被捨棄的廢物。
之後為了消滅「背叛者」的鋯比與陷入低潮的音符眼魔而現身，卻遭償還御成食宿之恩的迦貝爾阻擋，怒斥其為廢物而遭憤怒的月村朱里呼巴掌。隨後憤而離去。其後在尊等人闖入Deep Connect搜查時，再次被朱里呼巴掌。造成他只要看到她就會下意識想起這兩次恥辱。
在施行計策下，使史蒂芬·比爾斯成為與其無關連的被害者以瞞騙尊等人的搜查，並且命令其假意地提供相關協助。
對迦伊洛的突然出現感到有趣。
後因為所實行的計畫遭到破壞，憤而現身於Harp+y ４的演唱會現場，隨後地被在旁邊的朱里呼了第三次巴掌，接著感到恥辱後憤而離去。
之後在愛理亞與阿迪爾在爭論之時出來插話，卻被愛理亞呼了巴掌，感到恥辱卻只能退開，在愛理亞被開眼者擊敗導致寄宿的眼魔眼魂毀壞時感到氣消。
最後在尊等人與開眼者MB對戰之時亂入，結果被尊連帶著眼魔眼魂一同消滅，但隨後寄宿新的眼魔眼魂復活。
在阿迪爾回到肉身並與力量之根源結合後，受到他的接見，並在阿迪爾許諾下成為代替伊迪斯的新任長官後而極為興奮。
之後遭到阿迪爾控制意識，直到被朱里連呼兩個巴掌後恢復意識，在動員眼魔刺向朱里時替她擋下攻擊，接著與其寄宿的眼魔眼魂一同消滅。
最後因眼魔系統失效的情況下，回到自己的肉身。
在外傳《Ghost RE:BIRTH 假面騎士Specter》成為朱里的助手並成功改造眼魔世界的紅色大氣成地球的藍色天空。
迦伊洛（高岩成二飾／台灣配音：吳文民）
繼迦貝爾和伊格爾後登場的第三名幹部，曾為指導亞蘭戰技的教官，戰鬥能力極為強大。尊稱亞蘭為「小少爺」。
在尊等人破壞眼魔世界與人類世界的連接門時與兩隻上級眼魔一起出場，對亞蘭以必須再次教育的評論挑起戰鬥，並將尊三人擊敗。
隨後在誠與亞蘭破壞連接門時，再次出現，起先打倒了亞蘭，但後來被誠以激昂模式打倒。
在看見阿迪爾親自上場後，認為阿迪爾已經不需要他們的協助了。
後來向阿迪爾請求讓他去打倒天空寺尊，但最後被與英雄眼魂心連在一起的尊消滅。
之後再次地復活，這時他看見在保存棺中居民們身體一個一個消失，於是他追問阿迪爾怎麼回事，但卻慘遭阿迪爾控制意識。
最後因眼魔系統失效的情況下，回到自己的肉身。
亞蘭對其評論為「極為危險的男子」，伊格爾則是「老樣子，還是這麼令人討厭」。
在外傳《Ghost RE:BIRTH 假面騎士Specter》被丹通所殺並遭到吸收。
伊迪斯（竹中直人飾）
深海誠複製體（山本涼介飾）
與深海誠外貌相同的謎之人物。具有多名複製體。另外根據伊迪斯長官（仙人）推斷與護魔者及深淵亡靈魂有很大的關連性。
突然地出現在誠的面前並且挑起戰鬥，並且向他挑釁說自己才是「深海誠」本尊。但隨後被誠打倒。
之後多次出現並且與誠展開戰鬥。
在亞迪爾與力量之根源（巨眼）合而為一後，以護魔者之力將所有複製體合體，並透過開眼者施展力量之下，同樣地能夠使用深淵亡靈魂進行變身。
後因透過深淵亡靈魂讀取到深海誠的意識，開始對「朋友」、「夥伴」產生了自我的思考並受到感動，之後因花音遭到危機下，先比深海誠前往援救。
最後與深海誠共同對付護魔者，並且以自己與重傷瀕臨死亡的誠合為一體下，讓他恢復傷勢。
在外傳《Ghost RE:BIRTH 假面騎士Specter》得知該複製體為丹通所製造的，但本身亦有殘缺，而在本篇中被亞迪爾召喚的深海誠複製體是其中15名較完整的複製體。
捷雷德（八十島弘行 飾）
捷比爾（Tsune 飾）
捷伊（高山侑子 飾）

### 其他眼魔
偉大之眼（皮套演員：今井靖彥，CV：藤卷勇威）；Great Demia（舞台劇）（皮套演員：未知，CV：奧畑幸典）
本作最終反派，擁有創造、改變世界的萬能力量。
一度奪取亞迪爾身體，再被擊倒後憑藉誠·克隆體的“Deep Specter幽靈眼魂”復活的眼魔使以芙蕾雅為媒介將偉大之眼吸收變化成的姿態。
全身以金色、黑色和紅色為主。和劇場版登場的假面騎士Extremer的外形非常相似，但配色相反，金底黑邊。
身為全知全能的存在，能將世界按自己的意志改變，能夠發射金色的光波球作攻擊。
畫材眼魔 / Q比（ / ）（CV：松野太紀、内川仁朗飾／台灣配音：吳文民）
原是由畫材融合而成的眼魔。
不像其他眼魔那樣對人類世界充滿惡意，對他來說只想畫畫而不想戰鬥，喜歡以圓形的事物創作抽象畫（尤其是御成的和尚頭）。
被天空寺尊認為是擁有善良的心的眼魔，最初因尊說出希望能成為朋友而情緒開始產生動搖。
被伊格爾認為是需要排除掉的眼魔而遭攻擊，在面臨危機時假面騎士Ghost挺身替他擋下攻擊因而感動，相反亦接著替對方擋下致命攻擊。
在險象環生後接受尊的好意而寄住於大天空寺院內。
對於能懂他的創作的花音，抱持著極大的好感，並且在她病倒之時，極為擔心她的狀況。
突然間陷入低潮，認為所畫的每張畫都不太滿意而外出散心，恰巧遇見同樣情況的音符眼魔，意氣相投之下於是兩人為了走出低潮而一同遊歷全國。
之後多次寄回它們遊歷所到之處的相關圖畫。
因路上皆為亞迪爾面貌的人類嚇了一跳。
之後與音符眼魔在Eyeser Giant來擊時巧遇花音等人，卻慘遭Eyeser Giant吸收，之後在尊打倒Great Eyeser後重新回歸。
最後因眼魔系統失效的情況下，回到自己的肉身。
音符眼魔（CV：森訓久／台灣配音：陳彥鈞）
原是由領巾融合而成的眼魔。
與Q比同樣不對人類世界充滿惡意，對他來說只想創作美妙的音樂而不想戰鬥。
被伊格爾命令做出關於「Demia」計畫的開場樂，但所作的每一首都被伊格爾因「不適合讚頌他的完美樂曲」否決掉，因此陷入低潮下逃離，卻恰巧遇到同樣狀況的Q比與安慰他的花音，因而與Q比成為意氣相投的同伴。
隨後卻遭追來的伊格爾認為是不良品而準備消滅，但被前來償還御成食宿之恩的迦貝爾出手擊退。之後與鋯比一同遊歷全國。
因路上皆為亞迪爾面貌的人類嚇了一跳。
之後與Q比在Eyeser Giant來擊時巧遇花音等人，卻慘遭Eyeser Giant吸收，之後在尊打倒Great Eyeser後重新回歸。
最後因眼魔系統失效的情況下，回到自己的肉身。
遊流仙（CV：悠木碧／台灣配音：連婉鈞）
仙人派出來輔助天空寺尊的分身使魔。
性格較為傲嬌，有著一張與可愛外表相反的毒舌，時常對尊進行斥責或激勵。
在它的認知中比起拯救他人的性命來說，打倒眼魔跟收集眼魂更為優先事項。
在仙人是伊迪斯的身份曝光之時，在旁吐槽說他衣服穿錯了，並在仙人遭到眾人指責之時，躲在角落看戲。
後因眼魔系統失效之下，回到自己的肉身內，並得知其實是仙人（也就是伊迪斯）所飼養的貓。
舞台劇中得知尊的兒子步夢仿照遊流仙的樣貌製作出機械遊流仙。

## 大天空寺院
天空寺龍（西村和彦飾／台灣配音：吳文民（本篇）、陳彥鈞（電影版）／香港配音：袁德基）
大天空寺院的前任住持，幽靈獵人，天空寺尊的父親，於《假面騎士×假面騎士 Ghost & Drive 超MOVIE大戰 Genesis》登場，本篇僅回憶登場。
十年前與眼魔的戰鬥之中隕命後，讓猛成為大天空寺院的繼承人。
生前亦遺留下幽靈眼魂至十年後送往尊的手中，目的未明。
曾與西園寺主稅及五十嵐健次郎合作研究眼魔的一切。
當尊生命時限到了盡頭而消失於人世之時，以亡靈的姿態出現於對方面前並幫助其延續生命，並告訴他「讓十五個英雄之心連在一起」。
後尊透過五十嵐博士的述說曾經的記憶下，得知十年前曾借助十五位英雄靈魂之力對抗侵犯人類世界的十五名開眼者，卻同時遭到西園寺主稅的背叛。
仙人/伊迪斯（竹中直人飾／台灣配音：胡鎮璽（本篇）、江志倫（電影版）／香港配音：黎家希）
眼魂驅動器G與開眼者的製造者及假面騎士Dark Ghost的變身者。
眼魔世界的長官，讓天空寺尊復活的神秘大叔，賜予其假面騎士Ghost的力量並告訴他「戰鬥的命運」。
透過誠的述說得知，誠的Specter魂和Ghost驅動器都是由伊迪斯給予的。
經常神出鬼沒地以不同的裝扮出現，似乎什麼事情都懂，但時機不好的時候就會裝傻後消失。
對天空寺龍出手讓尊再次續命之事感到很不高興，並提醒尊若無法在時限內再次集齊十五個幽靈眼魂令自己復活，其後將會徹底地永遠消失於人世。
被艾德尼斯稱呼為「我的朋友」，為了某種目的而主動幫助艾德尼斯完成他的理想。
為應對開眼者而分別為尊及誠開發眼魂驅動器G與深淵亡靈魂。
曾要求回到自己身體的深海誠幫助完成他的目的，如果拒絕便利用天空寺尊來幫助他完成，並會把具有禁忌之力的「深淵亡靈」眼魂交給天空寺尊使用。
從尊透過他的記憶得知，當年他極為痛恨自己為造就完美世界目的下所使用的不死之身實驗（眼魔系統）卻反而造成眼魔世界居民身體的滅亡。
後因眼魔系統失效之下，回到自己的肉身內，並得知其肉身就存放在大天空寺內。
西園寺主稅（森下能幸飾／台灣配音：陳彥鈞）
呼喚出眼魔並在事件背後操縱著的神秘男子，亦是知道眼魂秘密的少數人物之一。事實上本身是名考古學家，偶然之下在伊迪斯（仙人）口中得知巨眼之事。
十年前曾與天空寺龍及五十嵐健次郎三人合作研究眼魔的一切，但後來背叛他們改與眼魔世界合作。
為了自身的慾望而與亞蘭合作助其實行有關計劃，另一方亦望能達成收集幽靈眼魂的目的。
其後在坐享漁人之利下，共集齊了十五個幽靈眼魂企圖獲得支配萬物的力量，但因沒持有Ghost驅動器許願之下，最終遭到被石碑吞噬而落得消失於人世的下場。
之後曾一度復活，但在外傳《Ghost RE:BIRTH 假面騎士Specter》中捨身推開差點被丹通致命一擊擊中的花音而再次死去。
於《假面騎士Ghost 真相！英雄眼魂的秘密！》再度復活。
五十嵐健次郎（茂呂師岡飾／台灣配音：胡鎮璽）
十年前與天空寺龍和西園寺主稅一同參與研究的物理學權威學者，對龍亦非常尊敬。
因西園寺企圖誕生出幽靈眼魂，及為了湮滅當年的證據而遭青龍刀眼魔追殺，後在尊的幫助下逃過追殺，但也受傷住進醫院。
為了十年前之事而再次造訪大天空寺，並告知尊當時所發生的一切。
最後在看到龍所說隱藏在尊身上的無限可能性之後，將未來託付給尊等人後離去。

## 英雄靈魂
有關參考：幽靈眼魂（Ghost Eyecon）
武藏魂（CV：關智一／台灣配音：吳文民）
由宮本武藏佩刀的護環與天空寺尊產生共鳴後變化而成的英雄靈魂。
曾跟其他英雄的靈魂一起把力量借給假面騎士Ghost擊敗軍荼利。
隨著尊擁有相信同伴的心而決定向其作出正面的聯繫，及提點對方即使人與人之間坦誠相待亦未必可得到正面的回應。
十年前被天空寺龍召喚之時所穿的服裝正是巖流島決戰時所穿的同樣款式。
眼魂內的世界為道場。
在假面騎士Ghost感恩魂形態召喚之時所用的武器為眼槍劍「二刀流模式」。
愛迪生魂（CV：關智一／台灣配音：陳彥鈞）
由湯瑪斯·愛迪生研究用的電燈泡與園田義則產生共鳴後變化而成的英雄靈魂。
曾跟其他英雄的靈魂一起把力量借給假面騎士Ghost擊敗軍荼利。
天空寺尊正在摸索方法到達眼魔世界時向其作出正面的聯繫，提示他「如果沒有1%的靈感的話，那99%的努力是沒有用，靈感就是存在於心中所能感受到的力量的答案」。
眼魂內的世界為研究室。
在假面騎士Ghost感恩魂形態召喚之時所用的武器為眼槍劍「銃模式」。
羅賓魂（CV：關智一／台灣配音：陳彥鈞）
由羅賓漢的弓箭與白瀨瑪莉產生共鳴後變化而成的英雄靈魂。
曾跟其他英雄的靈魂一起把力量借給假面騎士Ghost擊敗軍荼利。
因為欣賞天空寺尊為了深海誠與亞倫二人之事，萌生出期望可以理解眼魔一方想法的念頭而正式與他作出正面溝通，並向其提點任何人都有自行的一套「正義」。
眼魂內的世界為綠意盎然的森林。
在假面騎士Ghost感恩魂形態召喚之時所用的武器為眼槍劍「弓箭模式」。
牛頓魂（CV：關智一／台灣配音：吳文民）
曾跟其他英雄的靈魂一起把力量借給假面騎士Ghost擊敗軍荼利。
對相信人類本身神秘力量的卑彌呼魂敬而遠之，後來看到月村朱里與御成看似水火不容，但同時又互相認同的關係後，依照朱里的建議與卑彌呼魂合作。
眼魂內的世界目前未知。
在假面騎士Ghost感恩魂形態召喚之時所用的武器為雙手的球體狀拳套。
比利小子魂（CV：關智一／台灣配音：胡鎮璽）
由比利小子的牛仔帽與西部商品店店長產生共鳴後變化而成的英雄靈魂。
曾跟其他英雄的靈魂一起把力量借給假面騎士Ghost擊敗軍荼利。
曾經借用深海花音的身體，讚賞尊選擇犧牲自己讓花音復活的勇氣，並提點他說有時某些事是要有所犧牲才能完成，既使內心有再大的煎熬痛苦。
眼魂內的世界為西部時代的酒館。
在假面騎士Ghost感恩魂形態召喚之時所用的武器為眼槍劍「雙槍模式」。
貝多芬魂（CV：關智一／台灣配音：陳彥鈞）
由路德維希·范·貝多芬所書寫的殘缺樂譜與君島康介產生共鳴後變化而成的英雄靈魂。
曾跟其他英雄的靈魂一起把力量借給假面騎士Ghost擊敗軍荼利。
曾經借用月村朱里的身體，以自身經驗提點天空寺尊不可屈服命運，並要用發自內心對其反抗的力量打破命運的束縛。後再次幫助尊消弭掉音符上級眼魔的音樂。
眼魂內的世界為音樂室。
在假面騎士Ghost感恩魂形態召喚之時所用的武器為音符。
弁慶魂（CV：關智一／台灣配音：胡鎮璽）
由武藏坊弁慶所留下的扇子與五十嵐健次郎產生共鳴後變化而成的英雄靈魂。
曾跟其他英雄的靈魂一起把力量借給假面騎士Ghost擊敗軍荼利。
曾經提點天空寺尊不必在意他人說法走向自己選擇的道路，同時也要放寬自我視野、傾聽周圍意見，這樣就能獲得更強大的力量。
眼魂內的世界為太鼓橋。
在假面騎士Ghost感恩魂形態召喚之時所用的武器為眼槍劍「橫鎚模式」。
五右衛門魂（CV：關智一／台灣配音：陳彥鈞）
曾經借用御成的身體，提點天空寺尊不要為了小事而猶豫不決，故意扯謊說曾與同為義賊的鼠小僧合作過，也曾勢如水火般互相對立。
眼魂內的世界目前未知。
在假面騎士Ghost感恩魂形態召喚之時所用的武器為太陽鏡鋸刀「刀模式」。
龍馬魂（CV：關智一／台灣配音：胡鎮璽）
曾經借用田村長正的身體，四處遊覽現代的日本並為路人提供尋求夢想的建議，並向天空寺尊提出完成「薩長同盟」的課題。
眼魂內的世界目前未知。
在假面騎士Ghost感恩魂形態召喚之時所用的武器為太陽鏡鋸刀「刀模式」和「衝擊槍模式」及眼槍劍「長劍模式」。
卑彌呼魂（CV：關智一／台灣配音：劉如蘋）
曾經借用日野美和子的身體，來到「不可思議現象研究所」預測眼魔襲擊事件的線索。
因與牛頓魂所信奉的理念不同，而認為與其關係如同油與水，其後依照朱里的建議與牛頓魂合作。
眼魂內的世界為彌生時代的村莊。
在假面騎士Ghost感恩魂形態召喚之時所用的武器為眼槍劍「薙刀模式」及太陽鏡鋸刀「刀模式」。
圖坦卡門魂（CV：關智一／台灣配音：連婉鈞）
與信長魂及胡迪尼眼魂聯手解除了亞倫對深海誠的操控。
看到天空寺尊為了那些被逆轉時間的人們苦惱而自願借力幫助他。
眼魂內的世界為金字塔的墓室。
在假面騎士Ghost感恩魂形態召喚之時所用的武器為眼手槍「鐮模式」。
信長魂（CV：關智一／台灣配音：陳彥鈞）
由織田信長親筆所寫的賞賜文書與羽柴信良產生共鳴後變化而成的英雄靈魂。
看到天空寺尊奮不顧身拯救深海誠的樣子而自願借力幫助他，最後與圖坦卡門魂及胡迪尼眼魂聯手解除了亞倫對深海誠的操控。
眼魂內的世界為城中的大廳。
在假面騎士Ghost感恩魂形態召喚之時所用的武器為眼手槍「槍模式」。
胡迪尼魂（CV：關智一／台灣配音：吳文民）
一直以來假面騎士Specter都無法使用他的力量。
在把力量借給深海誠前，曾經使用鎖鏈纏繞深海誠，並控制機車Machine Hoodie，考驗深海誠。
曾經以眼魂型態和信長魂及圖坦卡門魂聯手解除了亞倫對深海誠的操控。
曾經借用白井有希的身體，以自身經驗告知天空寺尊說若讓已過逝之人與活著的人再次相會的話，只會徒增許多悲劇。
眼魂內的世界目前未知。
在假面騎士Ghost感恩魂形態召喚之時所用的武器為自身所持有的鎖鏈。
格林魂（CV：關智一／台灣配音：胡鎮璽、鈕凱暘）
跟其他眼魂不同，寄宿在眼魂內的靈魂是二心一體，只要兄弟倆發生爭執就會分裂成兩個，眼魂的變身機能似乎也會因此發生故障，讓他人在使用此眼魂變身時無需內部英雄靈魂允許，也不需要回到肉體前的Necrom的強行控制能力就能強行使用，甚至會讓感謝魂發生異常。不過一旦內部的英雄靈魂和好，眼魂的機能就會恢復並自動從強行使用的人的變身道具彈出來。
曾借用片桐佑一的身體，並因為兄弟倆意見不同而吵了起來，導致Ghost在使用感謝魂，要用必殺技時讓感謝魂發生異常因此解除變身，結果讓其眼魂從眼魂驅動器G飛出後被伊格爾撿走。
眼魂內的世界為圖書館。
在假面騎士Ghost感恩魂形態召喚之時所用的武器為雙肩的鋼筆型裝甲。
三藏魂（CV：關智一／台灣配音：吳文民）
曾借用帆奈美的身體，提點尊等人信念是條只能一個人走下去的單行路，並且將因對戰開眼者敗北而失去信念的亞蘭送至修鍊場修練，並向尊等人提出幫助帆奈美找回她的信念。
眼魂內的世界為中國的深山。
在假面騎士Ghost感恩魂形態召喚之時所用的武器為背部所背負的輪環。

## 英雄靈魂的共鳴者
天空寺尊（西銘駿飾）
宮本武藏和一休靈魂的共鳴者。
園田義則（南部虎彈飾）
湯瑪斯·愛迪生靈魂的共鳴者。
對愛迪生充滿敬畏的科學家，並收藏著其生前研究用的電燈泡，甚至以其名言為信念。
被西園寺主稅所騙和受到電力眼魔操縱意志之下，盲首開發與眼魔世界接通的傳送裝置而不自知。
白瀨瑪莉（滝裕可里飾）
羅賓漢靈魂的共鳴者。
具有正義感的新聞記者，曾因父親被惡意殺害所以痛恨權貴。
受到斧眼魔暗地的煽動而化身成義賊“小約翰”，並接受西園寺主稅的委託，盜取惡質藝術商人蔵谷晃三作為收藏之一的羅賓漢弓箭。
羽柴信良（湯江健幸飾）
織田信長靈魂的共鳴者。
大企業千石公司社長，其祖先為曾受到織田信長的賞賜，並獲親筆寫信褒獎功勞的家臣。
受到被眼魔附身的秘書佐久間理沙煽動心中的野心，而對下屬社員態度變為傲慢，並開始強制收購其他企業。
君島康介（中山龍也飾）
路德維希·范·貝多芬靈魂的共鳴者。
在有著權威性的世界音樂演奏會中獲獎的天才大學生鋼琴家，對音樂方面極度狂熱。
受到西園寺主稅贈與貝多芬的親筆樂譜，被音符眼魔遮蔽了周圍其他聲音後，在其慫恿之下情緒變為暴躁並瘋狂地作曲及演奏。
西部商品店店長（越康廣飾）
比利小子靈魂的共鳴者。
西部商品店的店長，對於有關比利小子的事物極端狂熱並想收集相關物品。
獲得西園寺主稅所交易的比利小子的牛仔帽而極度興奮。
五十嵐健次郎（茂呂師岡飾）
武藏坊弁慶靈魂的共鳴者。
西園寺主稅（森下能幸飾）
李奧納多·達文西靈魂的共鳴者。

## 英雄靈魂的附身對象
深海花音（工藤美櫻、堰澤結衣（童年期）飾） 
比利小子眼魂的附身對象。
月村朱里（大澤光、吉岡千波（童年期）飾）
貝多芬靈魂的附身對象。
山之內御成（柳喬之飾）
五右衛門靈魂的附身對象。
田村長正（たむら・ながまさ）（二宮康飾）
龍馬靈魂的附身對象。
田村薩之進的次子，從事宇宙開發的相關事業，極為崇拜坂本龍馬。
被龍馬的幽靈眼魂借體活動，目的在於完成其生前未完成的「薩長同盟」夢想。
日野美和子（ひの・みなこ）（垣吉梨繪飾）
卑彌呼靈魂的附身對象。
卑彌呼研究會副會長，突然來到「不可思議現象研究所」的謎之女性，極為崇拜卑彌呼。
被卑彌呼的幽靈眼魂借體活動，及預言出眼魔下一步的行動。
白井有希（しらい・ユキ）（小宮有紗飾）
胡迪尼靈魂的附身對象。
白井健介的女兒，因原已過世的父親白井健介突然復活之事而委託「不可思議現象研究所」調查。
被胡迪尼的幽靈眼魂借體活動，以自身經歷藉此告知尊勿再次造成他人的悲劇。
片桐佑一（かたぎり・ユウイチ）（野仲功飾）
格林靈魂的附身對象。
片桐二朗的兄長，和弟弟同樣是大學教授。
因弟弟身陷夢之世界一事而委託「不可思議現象研究所」調查。
被格林的幽靈眼魂借體活動，但因格林為兩人一體的幽靈眼魂，所以兩個人格會交換地出現。
帆奈美（ホナミ）（奧仲麻琴飾）
三藏靈魂的附身對象。
人氣偶像團體「Harp+y ４」的隊長，與其他成員為青梅竹馬的好友。
因伊格爾的詭計下使得腦中可聽到他人的心聲，卻意外聽到好友對她的厭煩心聲，傷心之餘巧遇尊等人。
被三藏的幽靈眼魂借體活動，給予被認為失去信念的亞蘭考驗。

## 英雄之村
宮本武藏（みやもと・むさし）（唐橋充飾）
湯瑪斯·愛迪生（トーマス・エジソン）（Chad Mullane飾）
羅賓漢（ロビン・フッド）（小松直樹飾）
石川五右衛門（いしかわ・ごえもん）（阿見201飾）
卑彌呼（ひみこ）（平田裕香飾）
武藏坊弁慶（むさしぼう・べんけい）（富永研司飾）
織田信長（おだ・のぶなが）（武智健二飾）

查爾斯・達爾文（チャールズ・ダーウィン）（Ian Moore飾）
哈利・胡迪尼（ハリー・フーディーニ）（Jeremy Eaton飾）
坂本龍馬（さかもと・りょうま）（加藤泰平飾）
小野於通（おのの・おつう）（齋藤惠飾）
克麗奧佩脫拉七世（橘柚里佳飾）

## 英雄團
貝多芬（ベートーベン）（綾小路翔飾）
巴哈（バッハ）（早乙女光飾）
莫札特（モーツァルト）（西園寺瞳飾）
蕭邦（ショパン）（星愚亂魔弍惠飾）
舒伯特（シューベルト）（白鳥松竹梅飾）

## 其他人物
宮本武蔵（みやもと・むさし）（唐橋充飾）
武蔵魂生前的姿態，亦於《劇場版 假面騎士Ghost 100個眼魂與Ghost命運的瞬間》中登場。
小野寺靖（おのでら・やすし）（佐野泰臣飾）
與天空寺尊等人熟絡的信差，通常寄往大天空寺院的包裹都是他在負責。
福嶋富美（ふくしま・フミ）（大方斐紗子、日置佳耶（少女期）、篠川桃音（童年期）飾）
人稱「文婆」的開朗婦人，為天空寺尊從年幼開始就最喜歡光顧的章魚燒店的店主，亦是令亞蘭對人類改觀的重要人物。
第29話時枕靠在亞蘭的肩膀邊安詳地過世。
第30話得知生前影響了許多人，使得過世後有許多人懷著感恩的心來到告別式上道別。
福嶋春美（ふくしま・ハルミ）（日置佳耶飾）
文婆的孫女。擁有跟文婆一樣喜愛畫畫的興趣。
於文婆的告別式上表達對尊等人感謝之意。
為延續文婆的那份精神，而穿起與文婆相似的服裝並把章魚燒店重新開張。
史蒂芬·比爾斯（スティーブ・ビルズ）（Thane Camus飾）
知名IT企業「Deep Connect」社長。
遭到伊格爾利用眼魔眼魂附體，幫助他完成某項計畫，而那項計畫名稱為「Demia」。
在伊格爾的計畫下，以無關者的身份瞞騙了尊等人的調查，並且根據伊格爾的命令適時地給予相關的假意協助。
在亞蘭驅走眼魔眼魂後，回復正常，但毫無遭到附體之間的記憶。
八王子美穗（はちおうじ・みほ）（中原果南、錦邊莉沙（小學生）飾）
涉谷的母親，「八王子軒」拉麵店老板娘，遭到不明力量（開眼者）的影響逆轉時間變回小學生的模樣。
小學時期因公園垃圾問題與不良少年群爭執而遭到恐嚇，被當時同為不良少年的八王子哲也路過拯救，後來成為兩人交往的契機。
因涉谷從小就喜歡吃她煮的拉麵，因此開起拉麵店。
八王子哲也（はちおうじ・テツヤ）（溝口琢矢（中學生）飾）
涉谷的父親，在涉谷年幼之時就已經過世了，據涉谷描述個性極為強勢。
曾在中學時期拯救了當時是小學生的美穗，成為她心目中的白馬王子。
片桐二朗（かたぎり・ジロウ）（中脇樹人飾）
月村朱里就讀的柳坂理科大學所任職的物理學教授。
與兄長片桐佑一兩人之間因想法不同起了爭執，後在伊格爾的詭計之下陷入夢之世界而不能自拔。
蔵谷晃三（くらたり・こうぞう）（齋藤克博飾）
暗地經營非法高利貸的藝術商人。
因收藏的羅賓漢弓箭被白瀨瑪莉（怪盜小約翰）盯上而委託「不可思議現象研究所」保護。
黒田秀夫（くろだ・ひでお）（須藤公一飾）
千石公司社員。
因為社長羽柴信良的行為變化，及公司內物體異常飄浮而委託「不可思議現象研究所」調查。
毛利真一郎（もうり・しんいちろう）（矢嶋俊作飾）
與千石公司有合作關係的公司的社長。
因不滿羽柴信良的強制收購，差點遭書眼魔滅口。
佐久間理沙（さくま・りさ）（渡邊舞飾）
千石公司社長羽柴信良的秘書。
因遭眼魔附體而不斷地煽動羽柴心中的野心。
篠崎幹太（しのざき・かんた）（南出凌嘉飾）
小學生一名。
因母親反對市政府的建設計劃而莫名地受到槍傷，為此委託「不可思議現象研究所」調查。
白石達（しらいし・とおる）（赤山健太飾）
市政府職員。
因遭眼魔附體而到處開挖並強拆房子。
君島陽子（きみしま・ようこ）（小林里乃飾）
女高中生，對其哥哥君島康介尊敬與仰慕。
因兄長所身處範圍的聲音詭異地消失而委託「不可思議現象研究所」調查。
田中恒男（たなか・つねお）（黒木辰哉飾）
居住在公寓住宅區的青年男子。
因好友木村智則性格變化及夜晚外出的異常行為而委託「不可思議現象研究所」調查。
木村智則（きむら・とものり）（福山翔大飾）
田中恒男的好友，住在公寓住宅區的大學生。
受到昆蟲眼魔控制後，行為開始變為異常。
橫溝登一（よこみぞ・といち）（白石登志飾）
五十嵐健次郎以前所在的吾妻物理學研究所的研究員之一。
跟月村朱里同樣信奉一切事物都能用科學解釋的思想。
田村薩之進（たむら・さちのしん）（清水章吾飾）
人造衛星的設計技術師，是世界上首位將人造衛星之間互相連接的專家，對於宇宙開發有著高度熱情。
自從其子田村祥之出車禍過世後，在心理陰影之下拒絕參與宇宙開發相關之事。
田村祥之（たむら・よしゆき）（神谷未來紘飾）
田村薩之進的長子，同為人造衛星的設計技術師。
與其父討論人造衛星設計開發相關之事時，因爭執不歡而散後卻出車禍過世。
白井健介（しらい・けんすけ）（並樹史朗飾）
白井有希之父，是名優秀的程式工程師。
原先因意外事故而過世，後被伊格爾以眼魔眼魂附身遺物眼鏡而再次復活，但失去部分記憶。
村瀨（むらせ）（市原清彦飾）
退休小學校長，與涉谷認識，因長期的校長經歷而認識西鎮上的每個人。
後也在開眼者的力量影響下，逆轉時間變成小學生。
佑羽（ユウ）（落合優衣飾）
人氣偶像團體「Harp+y ４」的成員，四人之間為青梅竹馬的好友。
真理（マリ）（小林可憐飾）
人氣偶像團體「Harp+y ４」的成員，四人之間為青梅竹馬的好友。
亜子（アコ）（穂乃果凜飾）
人氣偶像團體「Harp+y ４」的成員，四人之間為青梅竹馬的好友。
夏目真一郎（なつめ・しんいちろう）（井田國彦飾）
夏目真由之父，是名刑警。因忙於刑警工作而與女兒真由關係不太良好。
似乎因不明原因之故，心靈意外地被轉換至開眼者MB身上，而真由的心靈轉換至他的身體。
夏目真由（なつめ・まゆ）（水谷果穂飾）
夏目真一郎的女兒，與父親關係不和的高中少女。
似乎因不明原因之故，她的心靈被轉換至父親身上，而開眼者MB意外地轉換至她的身體。
篠崎良介（しのさき・りょうすけ）（筒井巧飾）
夏目真一郎的同事兼好友，與他一同追捕凶惡罪犯手島雄一。
黒川（くろかわ）（龍坐飾）
夏目真一郎的線人，後在跟蹤的途中遭到襲擊而昏迷。
手島雄一（てじま・ゆういち）（杉原勇武飾）
被通緝的凶惡罪犯，似乎因有警察暗中幫助下而未遭到逮捕。
遠藤大暉（えんどう・ヒロキ）（五十嵐陽向飾）
天才少年，事實上之前只是個普通的孩子。
遠藤志津子（えんどう・ミツコ）（小橋惠飾）
遠藤大暉的母親。
因其子大暉突然從普通孩子變成能解困難算式的天才少年及其他相關異常行為而委託「不可思議現象研究所」調查。
天空寺步夢（てんくうじ・アユム）（生駒星汰飾）
突然出現在尊等人面前的謎之男孩，似乎與尊之間有著關連。
因手上持有「Shakariki Sports」騎士卡帶而遭到假面騎士Genm追擊。
笹原真由子（ささはら・まゆこ）（安藤七津飾）
大食愛好者，被僧兵眼魔誤認為一休的後代子孫。
因無意間獲得一休抓老虎的屏風照片及家門外出現猜謎字題，而委託「不可思議現象研究所」調查。
笹原一美（ささはら・かつみ）（松田瑠華飾）
日本機智學會的理事長，笹原真由子的妹妹。
為了學會那貼滿無解謎語的大門與僧兵眼魔合作騙取一休眼魂。

## 《動物戰隊獸王者》
風切大和（かざきり・やまと）（中尾暢樹飾）
《動物戰隊獸王者》的獸王鷹（獸王猩），職業是動物學者。
意外地出現在尊等人面前，為了還尊的幫助之恩，協力擊倒修卡的殘黨。

## 《傳說！騎士之魂！》登場人物
芙蕾（フレイ）（小川涼飾）
從魔法陣中出現的謎之少年，召喚出歷代假面騎士中的敵對怪人。
一開始就將天空寺尊及深海誠所持有的幽靈眼魂全部收走。
在席巴魯巴來襲時遭到吸收，後在天空寺尊及深海誠的幫助下脫離。
最後在天空寺尊及深海誠收集完六枚假面騎士的幽靈眼魂並打倒席巴魯巴後，歸還所收走的幽靈眼魂，並和芙蕾雅合為一體。
於本篇第44話時與芙蕾雅再次現身。之後在第46話與芙蕾雅再次合為一體。
芙蕾雅（フレイヤ）（小川涼二飾）
出現在天空寺尊等人面前的謎之少女，與芙蕾擁有相同的面貌，後得知其實她與芙蕾是同伴。後得知其實她是巨眼所化身的姿態之一。
請求尊幫助她收集假面騎士的幽靈眼魂。
在席巴魯巴來襲時遭到吸收，後在天空寺尊及深海誠的幫助下脫離。
最後在天空寺尊及深海誠收集完六枚假面騎士的幽靈眼魂並打倒席巴魯巴後，將六枚假面騎士的幽靈眼魂與所持有的其他十枚假面騎士的幽靈眼魂合一成為「假面騎士45」幽靈眼魂，並告知兩人真正的危機才要到來後就離開了。
於本篇第44話時與芙蕾再次現身。之後在第46話時傳達給尊最大的危機到來後就離去了。
後在尊等人前往眼魔世界打倒護魔者時，出現在他們眼前，但這時她已遭到護魔者吸收並成為Great Eyeser。
在尊打倒Great Eyeser時重新獲得解放，並在尊許願下重新讓遭到Great Eyeser吸收的人重新復活，之後在感謝尊的幫助下重新解放，於是回贈他禮物，就是給與他「全新的生命」，最後變化成帶有雙翼的金色眼魂飛向宇宙。

## 其他演員
- 職員 - 加藤衛（日语：加藤衛）（第5話）
- 幹太母親 - 平木仁美（日语：平木ひとみ）（第5話）
- 上班族 - 宮本和明（日语：宮本和明）（第13話）
- 「Deep Connect」社員 - 野口雅弘（日语：野口雅弘 (俳優)）、杉淵敦（日语：杉渕敦）、信夫大育（日语：信夫大育）（第21話）
- 少年 - 新田海統（日语：新田海統）（第24話）
- 少女 - 日達舞（日语：日達舞）（第24話）
- 不良少年 - 山根大彌（日语：山根大弥）（第31話）
- 夢世界中的外國人 - Mekdachi Khalil（日语：メクダシ・カリル）（第34話）
- 面試會委員 - 齊藤直樹（日语：斉藤直樹）（第36話）
- 登山客 - 逸見宣明（日语：逸見宣明）、 高橋光、 寺本翔悟（日语：寺本翔悟）（第38話）
- 肌肉男 - Justice岩倉（日语：ジャスティス岩倉）（第43、44話）
- OL - 熊谷香（日语：CYBORG KAORI）（第43、44話）
- 新聞發言人 - 秋本善則（日语：秋本善則）（第45話）
- 尊的母親 - 黑川智花（第49話）

## 其他聲音演出
- 解說 - 一條和矢
- 席巴魯巴 - 土師孝也（傳說！騎士之魂！）
- 終極眼魔 / 亞歷山大終極眼魔 / 闇之意志 - 飯塚昭三（傳說！騎士之魂！最終章）
- 烏魯加怪人型態、巴法爾怪人型態 - 最上嗣生（日语：最上嗣生）（傳說！騎士之魂！最終章）
- 巨眼 - 藤巻勇威（日语：藤巻勇威）（第11、49話）
- 上級眼魔 - 須崎成幸（日语：須嵜成幸）、高橋孝治（第22話）
- 豪豬改造人 - 宇垣秀成（第24話）
- 烏魯加 - 永德[34]（第24話）
- 假面騎士一號 - 稻田徹（第24話）
- 尊的母親 - 大原沙耶香[35]（第34、41[36]話）
- 假面騎士EX-AID - 飯島寛騎[37]